# Bierozowiki
Bierozowiki (biał. Бярозавікі; ros. Берёзовики) – chutor na Białorusi, w obwodzie witebskim, w rejonie głębockim, w sielsowiecie Zalesie.
Dawniej używana nazwa – Brzozowiki.

## Historia
W czasach zaborów wieś w gminie Zaleś w powiecie dzisieńskim, w guberni wileńskiej Imperium Rosyjskiego.
W latach 1921–1945 wieś leżała w Polsce, w województwie wileńskim, w powiecie dziśnieńskim, w gminie Zalesie.
Według Powszechnego Spisu Ludności z 1921 roku zamieszkiwało tu 72 osoby, 3 były wyznania rzymskokatolickiego, 69 prawosławnego. Jednocześnie 3 mieszkańców zadeklarowało polską a 69 białoruską przynależność narodową. Było tu 14 budynków mieszkalnych. W 1931 w 13 domach zamieszkiwało 76 osób.
Wierni należeli do parafii prawosławnej w Zalesiu. Miejscowość podlegała pod Sąd Grodzki w Łużkach i Okręgowy w Wilnie; właściwy urząd pocztowy mieścił się w Zalesiu.
W wyniku napaści ZSRR na Polskę we wrześniu 1939 miejscowość znalazła się pod okupacją sowiecką. 2 listopada została włączona do Białoruskiej SRR. Od czerwca 1941 roku pod okupacją niemiecką. W 1944 miejscowość została ponownie zajęta przez wojska sowieckie i włączona do Białoruskiej SRR.
Od 1991 w składzie niepodległej Białorusi.